# Прослушивание The Beatles у лейбла Decca
Прослушивание группы «Битлз» у лейбла Decca состоялось 1 января 1962 года в студии Decca (по адресу Бродхерст Гарденз 165, Западный Хэмпстед, Лондон). В результате прослушивания лейбл Decca отказал группе в заключении контракта (контракт был заключён с группой Brian Poole and the Tremeloes), что считается одной из самых больших ошибок в истории популярной музыки.

## Прослушивание
Менеджер «Битлз» Брайан Эпстайн неоднократно посещал Лондон, пытаясь добиться заключения контракта с какой-нибудь из звукозаписывающих компаний, однако везде получал отказ (в числе прочих ему отказали Columbia, Pye Records, Philips и Oriole Records). Прослушивание у Decca стало возможным благодаря тому, что Майк Смит (представитель отдела по артистам и репертуару лейбла Decca) присутствовал на концерте группы в ливерпульском клубе Cavern 13 декабря 1961 года. Выступление «Битлз» в тот день не было особо хорошим, однако Decca нуждался в новых исполнителях, в результате чего Смит и предложил группе приехать на прослушивание.
Группа в составе Леннона, Маккартни, Харрисона и Беста ехала из Ливерпуля вместе с водителем Нилом Аспиналлом (Брайан Эпстайн ехал поездом). Из-за снегопада дорога вышла довольно долгой. Прослушивание было назначено на 11 часов утра. Майк Смит появился довольно поздно, что несколько раздосадовало участников группы. Ещё больше их обескуражил тот факт, что Смит настоял на использовании аппаратуры Decca, оценив аппаратуру «Битлз» как некачественную.
В общей сложности группа исполнила пятнадцать песен в течение одного часа, вживую, без каких-либо перезаписей (запись осуществлялась на двухдорожечный катушечный магнитофон). Весь материал был отобран лично Эпстайном, который решил сделать ставку на лучшие, по его мнению, кавер-версии в исполнении «Битлз»; кроме них в программу были включены и три оригинальных песни Леннона-Маккартни. Ничего не сообщив участникам группы, Эпстайн договорился со звукооператором, чтобы тот сделал копию записи. Майк Смит, ответственный за организацию прослушивания, не возражал против этого; после прослушивания он сообщил, что решение будет принято в течение нескольких недель.
Песни, исполнявшиеся на прослушивании (приведены в наиболее вероятном порядке):
1. «Like Dreamers Do» (Леннон — Маккартни)
2. «Money (That’s What I Want)» (Горди/Брэдфорд)
3. «Till There Was You» (Уиллсон[англ.])
4. «The Sheik of Araby» (Смит/Уилер/Снайдер)
5. «To Know Her Is to Love Her» (Спектор)
6. «Take Good Care of My Baby» (Кинг/Гоффин)
7. «Memphis, Tennessee» (Берри)
8. «Sure to Fall (in Love with You)» (Кэнтрелл/Клонч/Перкинс)
9. «Hello Little Girl» (Леннон — Маккартни)
10. «Three Cool Cats» (Либер/Столлер)
11. «Crying, Waiting, Hoping» (Холли)
12. «Love of the Loved» (Леннон — Маккартни)
13. «September in the Rain» (Уоррен/Дабин)
14. «Bésame Mucho» (Веласкес)
15. «Searchin’» (Либер/Столлер)

## Результаты прослушивания
Несмотря на то, что из-за различных переживаний группа не смогла показать себя лучшим образом, ни участники, ни Эпстайн не сомневались в том, что контракт будет заключён. Однако выбор лейбла пал на группу Brian Poole and the Tremeloes, которая прослушивалась в тот же день.
Дик Роуи (Dick Rowe, глава службы по выбору артистов и репертуара лейбла Decca) позже вспоминал:

Я сказал Майку [Смиту], что ему придется сделать выбор между ними. Именно он должен был решить: либо «Битлз», либо Brian Poole and the Tremeoloes. Он сказал: «Они [группы] обе хороши, но одна является местной, а вторая — из Ливерпуля». Мы решили, что лучше взять местную группу. Работа с ней была бы проще, мы были бы с ними в более тесном контакте, так как они были из Дагенхэма [восточный пригород Лондона].
Оригинальный текст (англ.)I told Mike he’d have to decide between them. It was up to him — The Beatles or Brian Poole and the Tremeoloes. He said, «They’re both good, but one’s a local group, the other comes from Liverpool». We decided it was better to take the local group. We could work with them more easily and stay closer in touch as they came from Dagenham.
— Воспоминания Дика Роуи, цит. по «Библии Битлз»
Официальной причиной отказа, тем не менее, стало то, что «группы гитаристов выходят из моды». Эти слова стали печально известными, а сам Дик Роуи «прославился» как «человек, отказавший „Битлз“». Брайан Эпстайн, однако, не смирился с отказом. Он ещё раз приехал в Лондон, где встречался с представителями Decca, даже гарантируя группе сбыта, что он готов сам купить 3000 копий любой записи «Битлз», которую они выпустят. Дик Роуи, вероятней всего, не был проинформирован о таком предложении:

Мне о подобном не сообщали. По законам экономики шоу-бизнеса того времени, если бы мы были уверены в продаже трёх тысяч экземпляров, мы обязательно записали бы их даже не задумываясь, что это за группа.
Оригинальный текст (англ.)I was never told about that at the time. The way economics were in the record business then, if we’d been sure of selling 3,000 copies, we’d have been forced to record them, whatever sort of group they were.
— Воспоминания Дика Роуи, цит. по «Библии Битлз»

## Последствия прослушивания
Несмотря на то что непосредственные результаты прослушивания были отрицательными, само прослушивание, тем не менее, оказалось счастливым для «Битлз». У Эпстайна в конце концов оказалась на руках более или менее качественная запись выступления группы (в виде магнитофонной ленты на катушке), которую он мог предоставлять другим лейблам для ознакомления.
По совету менеджера магазина звукозаписей на лондонской Оксфорд-стрит Эпстайн переписал запись в виде пластинки для того, чтобы её было легче слушать. Инженер перезаписи Джим Фой был весьма впечатлён группой. Когда же Эпстайн сообщил ему, что три песни являются оригинальными, тот связался с Сидом Колманом, который работал в музыкальном издательстве Ardmore & Beechwood (являвшемся подразделением EMI). Последний свёл Эпстайна с Джорджем Мартином (главой службы по выбору артистов и репертуара лейбла Parlophone), который после ознакомления с данной записью предложил группе прослушивание в студии «Эбби Роуд». Именно благодаря сотрудничеству группы с Джорджем Мартином и началось её восхождение к вершинам славы; в частности, именно Джордж Мартин настоял на замене ударника (им стал Ринго Старр), в результате чего и сложился окончательный состав «Битлз».

## Публикации звукозаписи
Двенадцать композиций, звучавших во время прослушивания (исключая оригинальные песни Леннона и Маккартни), были выпущены на малоизвестной пластинке The Complete Silver Beatles в сентябре 1982 года (лейбл Audio Fidelity). Пять из записей, выполненных во время прослушивания (а именно «Searchin’», «Three Cool Cats», «The Sheik of Araby», «Like Dreamers Do» и «Hello Little Girl»), были опубликованы в составе альбома Anthology 1 в 1995 году. C 1977 года отдельные композиции, записанные на прослушивании, имеют хождение на бутлегах.